# Государственная информационная система о государственных и муниципальных платежах
Госуда́рственная информацио́нная систе́ма о госуда́рственных и муниципа́льных платежа́х (ГИС ГМП) представляет собой централизованную систему, обеспечивающую прием, учёт и передачу информации между её участниками, которыми являются администраторы доходов бюджета, организации по приему платежей, порталы, многофункциональные центры, взаимодействие которых с ГИС ГМП производится через систему межведомственного электронного взаимодействия. ГИС ГМП позволяет физическим и юридическим лицам, а самое главное без ссылок на источник  получить информацию о своих обязательствах перед бюджетами бюджетной системы Российской Федерации по принципу «единого окна».
Создана в соответствии с Федеральным законом Российской Федерации от 27 июля 2010 года № 210-ФЗ «Об организации предоставления государственных и муниципальных услуг».
Федеральное казначейство осуществляет функции по созданию, ведению, развитию и обслуживанию ГИС ГМП.

## Положительный эффект
- Граждане и организации избавлены от необходимости предъявлять документы, подтверждающие факт внесения платы за услугу, в том числе об оплате государственной пошлины, взимаемой за предоставление государственных и муниципальных услуг[1].
- Стало возможным получить информацию обо всех начислениях и платежах:
  - на портале государственных услуг,
  - в многофункциональном центре,
  - в банке по запросу гражданина.

## Основная цель создания ГИС ГМП
Наличие единого источника сведений о фактах оплаты заявителями платежей при получении платных государственных и муниципальных услуг, без требования с заявителя документов, подтверждающих оплату.
ГИС ГМП является информационной системой, предназначенной для размещения и получения информации об уплате физическими и юридическими лицами:
- платежей за оказание государственных и муниципальных услуг,
- платежей за оказание услуг, предоставляемых государственными и муниципальными учреждениями и другими организациями, в которых размещается государственное задание (заказ) или муниципальное задание (заказ),
- платежей за оказание услуг, которые являются необходимыми и обязательными для предоставления государственных и муниципальных услуг,
- платежей, являющихся источниками формирования доходов бюджетов бюджетной системы Российской Федерации,
- иных платежей, в случаях, предусмотренных федеральными законами.

Федеральный закон от 02.10.2007 № 229-ФЗ «Об исполнительном производстве» дополнительно предусматривает направление в ГИС ГМП информации, необходимой для выплаты задолженности по исполнительному документу, при включении в банк данных ФССП России сведений о возбуждении исполнительного производства.

## Участники ГИС ГМП
- Федеральное казначейство — оператор системы: отвечает за создание, развитие и обслуживание ГИС ГМП, определяет правила её использования[4].
- Администраторы доходов — сообщают о начислениях:
  - предприятия ЖКХ;
  - ФНС;
  - ГИБДД;
  - ФССП;
  - другие ведомства;
  - и автономные учреждения[5].
- Агенты, принимающие платежи — сообщают об оплате платежей:
  - банки и расчётно-кассовые центры,
  - платёжные терминалы,
  - отделения Почты России.
- Портал государственных услуг, многофункциональный центр — предоставляют гражданам информацию о начислениях и платежах.

## Обязанность поставщиков информации
Администраторы доходов и агенты, принимающие платежи, обязаны незамедлительно направлять в ГИС ГМП информацию о произведенных начислениях и платежах.